# 동물원 사람들
《동물원 사람들》은 KBS 2TV에서 2002년 3월 11일부터 2002년 10월 25일까지 월~금 오후 7시 45분에 방영되었던 시트콤이었다.

## 트리비아
튀는 행동, 망가진 인물, 얽히고 꼬인 사건의 나열만 계속 방송해 식상함만 많이 있었다는 지적을 받았으며 해당 작품을 끝으로 KBS의 일일시트콤이 한때 폐지됐다.

## 제작진
- 제작 : 휴먼컴
- 책임프로듀서: 김영선, 윤인섭
- 프로듀서 : 이용우, 이재상
- 연출 : 윤상섭, 주병대, 김영기

## 출연진

### 주요 출연
- 전무송 : 고대식 역.

故 고만순(제주도 제주 지방 선주 겸 귤농장 사업가 출신.)의 슬하 3남 3녀 중 차남. 관향은 제주 고씨.
- 김찬우 : 고한길 역.

고대식의 장남.
- 심지호 : 고두길 역.

고대식의 차남.
- 천호진 : 고현식 역.

故 고만순의 슬하 3남 3녀 중 막내아들. 고대식의 배다른 남동생.
- 정지안 : 고미나 역.

고현식의 딸. 초등학교 6학년.
- 정성모 : 정운종 역

고현식의 국민학교 4년 선배.
- 김현주 : 양하영 역.

정운종의 처.
- 이민영 : 양민영 역.

양하영의 동복 여동생.
- 김성은 : 양다영 역.

양하영과 양민영의 배다른 여동생.
- 이민호 : 정민호 역.

정운종의 아들. 초등학교 3학년.
- 정성화 : 정성화 역.

정운종의 사촌 남동생.
- 정종철 : 정종철 역.

정운종의 사촌 남동생이자 정성화의 아우.
- 정상훈 : 정상훈 역.

정운종의 육촌 남동생.
- 이희진 : 이희진 역

고두길의 국민학교 동창.
- 김재인 : 김재인 역

고두길의 국민학교 동창.
- 김지혜 : 김지혜 역.

김재인의 육촌 언니.
- 이세은 : 이세은 역

고두길의 국민학교 동창.
- 박수용 : 박수용 역

고두길의 중학교 동창.

## 참고 사항
- 출연진에 속했던 이세은은 KBS 1TV 노란 손수건 여주인공 물망에 올랐으나 "미니시리즈를 하고 싶다"는 이유 때문에 고사했는데[2] 고현식 역으로 나온 천호진은 노란 손수건 담당 PD[3] 김종창 씨가 조연출로 참여한 드라마 중의 하나인 KBS 2TV 숨은 그림 찾기 남자 주인공이었으며 프로듀서였던 이재상씨는 이 드라마 담당 PD 성준기 씨의 첫 연속극 연출작인 KBS 2TV 밥을 태우는 여자 조연출이었다.